# Louis-Antoine Fouquet
Pour les articles homonymes, voir Fouquet.
Louis-Antoine Fouquet est un homme politique français né le 30 juin 1756 à Saint-Amand-Montrond (Cher) et mort le 4 mai 1812 au même lieu.

## Biographie
Membre de l'assemblée provinciale du Berry sous l'Ancien Régime et trésorier de France, il devient procureur syndic de la commune, du district de Saint-Amand-Montrond. Il est député du Cher de 1791 à 1792, s'occupant de questions financières. Il est élu au Conseil des Anciens le 24 germinal an VII. Favorable au coup d'État du 18 Brumaire, il siège au corps législatif jusqu'en 1803.
Sa fille Marie-Aglaé épouse Pierre Béraud des Rondards, député de l'Allier sous la Restauration.